# Albert Austin
Albert Austin (ur. 13 grudnia 1881 w Birmingham, zm. 17 sierpnia 1953 w Hollywood) – angielski aktor, reżyser i scenarzysta, najbardziej znany z występów w ponad dwudziestu komediach Charliego Chaplina.

## Wybrana filmografia
- 1916: Charlie gra w filmie
- 1916: Charlie strażakiem
- 1916: Późny powrót Charliego – taksówkarz
- 1916: Lichwiarz – klient
- 1917: Spokojna ulica
- 1918: Pieskie życie
- 1928: Cyrk